# Pseudophasma taeniatum
Pseudophasma taeniatum är en insektsart som beskrevs av Morgan Hebard 1919. Pseudophasma taeniatum ingår i släktet Pseudophasma och familjen Pseudophasmatidae. Inga underarter finns listade i Catalogue of Life.